# Ивакин, Юрий Алексеевич
Юрий Алексеевич Ива́кин (1917—1983) — украинский советский литературовед и писатель, исследователь творчества Т. Г. Шевченко. Доктор филологических наук (1962).

## Биография
Родился 24 декабря 1916 года (6 января 1917 года) в Екатеринославе (ныне Днепр, Украина). Украинец.
В 1940 году окончил КГУ имени Т. Г. Шевченко. По июнь 1941 года преподавал русскую литературу в Станиславском государственном учительском институте. При эвакуации государственных учреждений из Станислава командирован в Киев с документами института.
В боях Великой Отечественной войны потерял правую ногу.
В 1951—1983 годах работал в Институте литературы имени Т. Г. Шевченко АН УССР.
Исследовал творческое наследие Т. Г. Шевченко, создал научный комментарий к его произведениям, работал над их интерпретацией, изучал стиль политической поэзии Кобзаря. Изучал творческие связи поэта с русскими писателями («Т. Г. Шевченко и В. Курочкин», 1957), выступал с «Заметками шевченковеда» в журнале «Советское литературоведение», где освещал отдельные вопросы исследования творчества поэта. Принимал участие в текстологической подготовке десятитомного «Полного собрания сочинений» Шевченко (т. 6. К., 1957) и 6-томного «Полного собрания сочинений» (т. 2, 5. К., 1963-64).
Скончался 7 марта 1983 года. Похоронен на Байковом кладбище Киева вместе с отцом.

### Семья
Сын Глеб (1947—2018) — археолог, член-корреспондент НАН Украины.

## Награды и премии
- Государственная премия УССР имени Т. Г. Шевченко (1980) — за «Шевченковский словарь» в 2 томах
- орден Отечественной войны I степени (28.12.1944)
- медали

## Произведения
Является автором таких книг, как:
- «Сатира Шевченко» (1959)
- «Стиль политической поэзии Шевченко. Этюды» (1961)
- «Комментарий к „Кобзаря“ Шевченко. Поэзии до ссылки» (1964)
- «Комментарий к „Кобзаря“ Шевченко. Поэзии 1847—1861 гг.» (1968)
- «Поэзия Шевченко периода ссылки» (1984)
- «Заметки шевченковеда» (1986)

В соавторстве:
- «Шевченковедение. Итоги и проблемы» (1975)
- «Творческий метод и поэтика Шевченко» (1980)

Был задействован в подготовке академических изданий произведений Т. Г. Шевченко в 1957 году и 1963—1964 годах,
- «Шевченковский словарь» (1976—1977)

Занимался изучением русской поэзии начала XX века, в частности, творчеству В. Я. Брюсова. Писал литературные пародии, юмористические рассказы, фельетоны
- «Парнасский цирюльник» (1970)
- «Пародии» (1971)
- «Книга пародий», «Пересмехи» (1973)
- «Гиперболы» (1975)
- «От великого до смешного», «Юмор и сатира» (1979)
- «Залп» (1982)

Писал памфлеты «на злобу дня»: «Злая собака Пиночет», «Выбирали президента…», «Твердолоб».
Посмертно вышли «Гиперболы» (1983) в Софии на болгарском языке, и «Юмор и сатира» (1986).
- В 1976 году был удостоен премии «Золотой телёнок» «Литературной Газеты» («Клуба 12 стульев»).